# Freddie Webster
Freddie Webster (ur. 8 czerwca 1916 w Cleveland, zm. 1 kwietnia 1947 w Chicago) – afroamerykański trębacz jazzowy.

Dizzy Gillespie: Freddie Webster miał prawdopodobnie najlepsze brzmienie  trąbki od czasu jej wynalezienia. Miało wigor i było pełne życia.

## Życiorys
Urodził się w religijnej rodzinie. Dorastał razem z przyszłym pianistą i kompozytorem Taddem Dameronem, który był jego rówieśnikiem. Obaj chodzili do tej samej szkoły średniej The Central High School. Grał w jej zespole. Potem założył i prowadził własna grupę, z którą występował w rodzinnym Ohio i na całym Środkowym Zachodzie. Później pracował z różnymi zespołami objazdowymi na Wschodnim i Zachodnim Wybrzeżu.
Pod koniec lat 30. zamieszkał w Nowym Jorku. Występował w orkiestrach Jimmiego Lunceforda, Caba Callowaya, Earla Hinesa,  Billy’ego Eckstine’a, „Lucky’ego” Millindera, Benny’ego Cartera Dizzy’ego Gillespiego. Uczestniczył również w ich sesjach nagraniowych. Saksofonista Art Pepper, który koncertował z nim w big-bandzie Cartera w 1942, tak go wspominał: Freddie był miłym, ale trochę dziwnym chłopakiem. Był mały i pewnie miał z tego powodu kompleksy. Zawsze nosił przy sobie pistolet. Mówił, że to dlatego, iż jest czarny i nieduży, i musi mieć coś na uspokojenie tego, kto chciałby zaciągnąć go w ciemną uliczkę. Zakompleksienie było zapewne także jedną z przyczyn jego uzależnienia od narkotyków.
W 1945 często brał udział w słynnych jam sessions w kuźni bebopu, klubie Minton’s Playhouse. W tym samym roku zarejestrował także dwie wersje własnej kompozycji Reverse the Charges – jedną z zespołem prowadzonym przez saksofonistę Franka Socolowa i drugą – z bluesmanem Sonnym Boyem Williamsonem. Akompaniował na scenie i w studiu nagraniowym wokalistce Sarze Vaughan. Ponadto koncertował z grupą muzyków skupionych w formacji Jazz at the Philharmonic Normana Granza.
Mimo młodego wieku i krótkiej kariery był znanym i cenionym trębaczem w Nowym Jorku. Do jego admiratorów należał m.in. Miles Davis. Gigant jazzu powiedział: Freddie nie grał wielu nut i żadnej nie marnował. Próbowałem uzyskać jego brzmienie. Miał wspaniały, mocny ton, taki jak Billy Butterfield, ale bez wibrata. Był moim najlepszym kolegą. Chciałem grać tak jak on. Uczyłem go akordów i wszystkiego, czego sam nauczyłem się w Juillard. Nie miał pieniędzy, żeby tam pójść. W zamian chciałem pozyskać jego brzmienie.
Zmarł przedwcześnie na zawał serca w swoim pokoju w Strode Hotel w Chicago. Zawał spowodowało przedawkowanie heroiny. W swojej autobiografii Davis napisał: Sądzę, że Webster był nieświadomą ofiarą próby zabójstwa saksofonisty Sonny'ego Stitta, który wówczas był uzależniony od heroiny i od wszystkich wymuszał pieniądze, żeby zaspokoić głód narkotykowy. Prawdopodobnie któryś z większych wierzycieli, chcąc się zemścić, dał Stittowi heroinę zatrutą kwasem siarkowym lub strychniną. Natomiast Stitt nieświadomie przekazał swoją działkę Freddiemu.

## Dyskografia

### Jakosideman
Z Jimmiem Luncefordem
- Jimmie Lunceford Orchestra (Featuring Freddy Webster & Kurt Bradford) – Jimmie Lunceford Orchestra (The War Years) (Connoisseur Rarities)

Z Luckym Millinderem
- Lucky Millinder & His Orchestra 1941–1943 (Atlantic)

Z Frankiem Socolowem
- 2005 Frank Socolow Quintet & Sextet – Complete Recordings – New York Journeyman (Fresh Sound Records)